# 今治造船

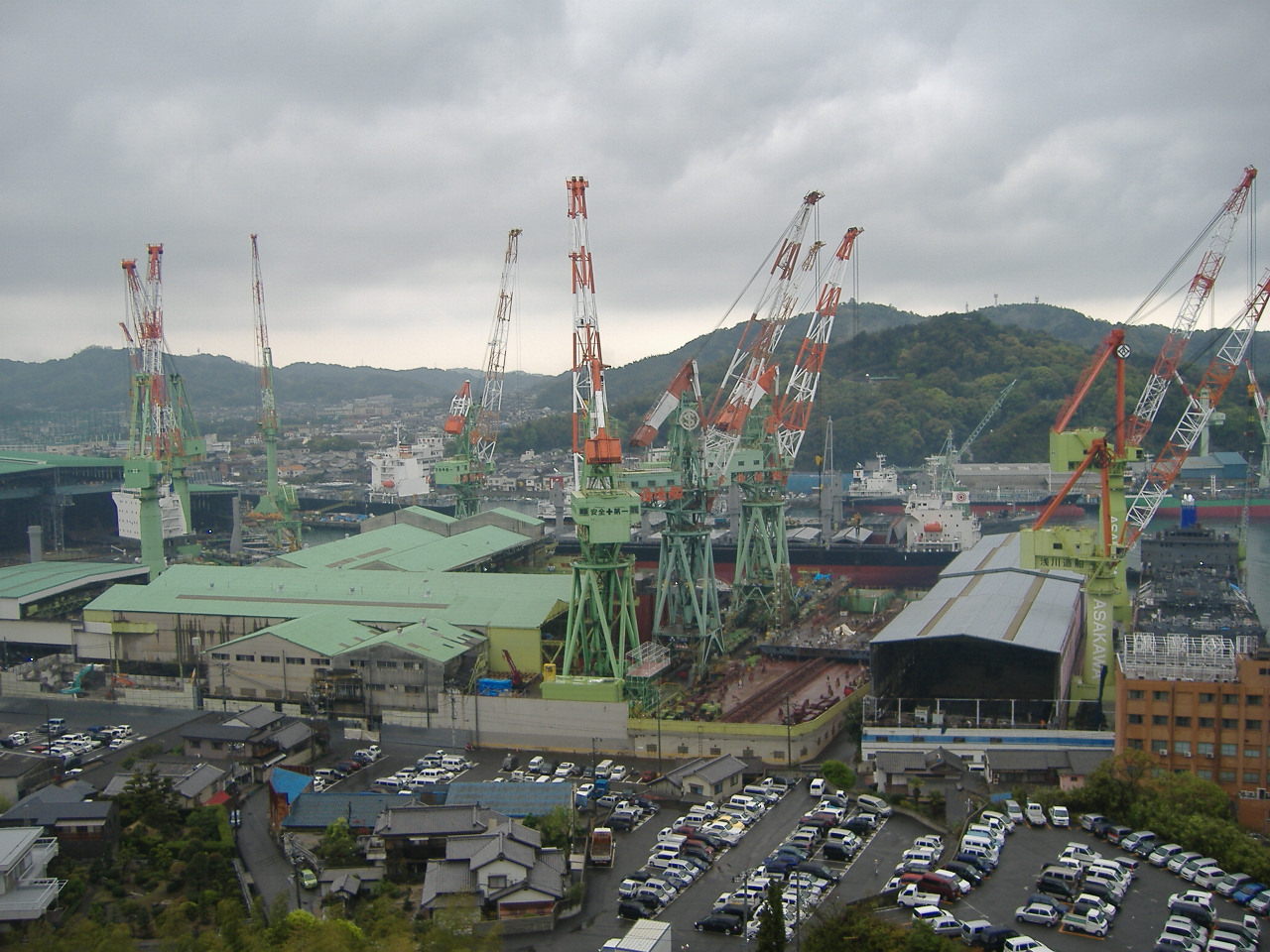
今治工場

今治造船株式会社（いまばりぞうせん、英: Imabari Shipbuilding Co., LTD.）は、愛媛県今治市に本社を置く日本最大手の造船メーカーである。

## 概要
愛媛県・香川県・広島県・山口県・大分県の瀬戸内海沿岸を中心にグループで10の造船所を保有している。1959年に檜垣正一が代表に就任以後は檜垣家が代表を務めるオーナー企業であり、非上場企業である。
1980年には三菱重工業や三井造船、石川島播磨重工業、日立造船（後2社の造船部門は現・ジャパンマリンユナイテッド）といった大手造船会社の3分の1以下の生産能力しかなく、業界では「中手」に区分されていた造船会社であった。1980年代に造船業界が不況に陥り、大手がドックを削減し新事業にシフトする中で経営不振の造船会社を傘下に収め、規模を拡大した。
造船竣工量において国内トップ。2019年の国内シェアは約33.5％、世界シェアは約8.2％。国土交通省によると、2016年には、HD現代重工業・大宇造船海洋・現代三湖重工業に次いで世界第4位。2023年の国内シェアは約35.3％、世界シェア約5.8％であり、世界第6位。
丸亀事業本部には長さ600m、幅80m、深さ11.7mの日本最大のドックがある。なお、このドックには日本最大の1330トン吊りゴライアスクレーンが3基設置されている。
本社のある愛媛県今治市には船主や舶用機器メーカー、金融機関などの「海事クラスター」と呼ばれる企業群が立地しており、毎週月曜日の朝には市内の金融機関の支店長らが今治造船の本社に集まり意見交換を行う「月曜会」と呼ばれる場が設けられるなど、密接な繋がりがもたれている。

## 事業所及び建造能力
- 本社・今治工場 - 愛媛県今治市小浦町一丁目4番52号
  - 第1号船台 - L 166メートル × B 2メートル
  - 第2号船渠 - L 211メートル × B 43メートル
- 丸亀事業本部 - 香川県丸亀市昭和町30番地
  - 第1号船渠 - L 270メートル × B 45メートル
  - 第2号船渠 - L 370メートル × B 57メートル
  - 第3号船渠 - L 610メートル × B 80メートル
  - 蓬莱事業部 - 香川県丸亀市蓬莱町12-1
  - 多度津事業部 - 香川県仲多度郡多度津町西港町1-1
- 西条工場 - 愛媛県西条市ひうち7番6号
  - L 420メートル × B 89メートル
  - 東ひうち事業部 - 愛媛県西条市ひうち東ひうち29番
- 広島工場 - 広島県三原市幸崎能地2-1-1[8]
  - 第1号造船船渠 -  L 378.0メートル × B 59.0メートル
  - 第2号造船船渠 - L 382.0メートル × B 56.0メートル
- 東京支社 - 東京都千代田区有楽町1丁目5番1号　日比谷マリンビル14階
- アムステルダム事務所 - オランダ・アムステルダム[9]

## 歴史

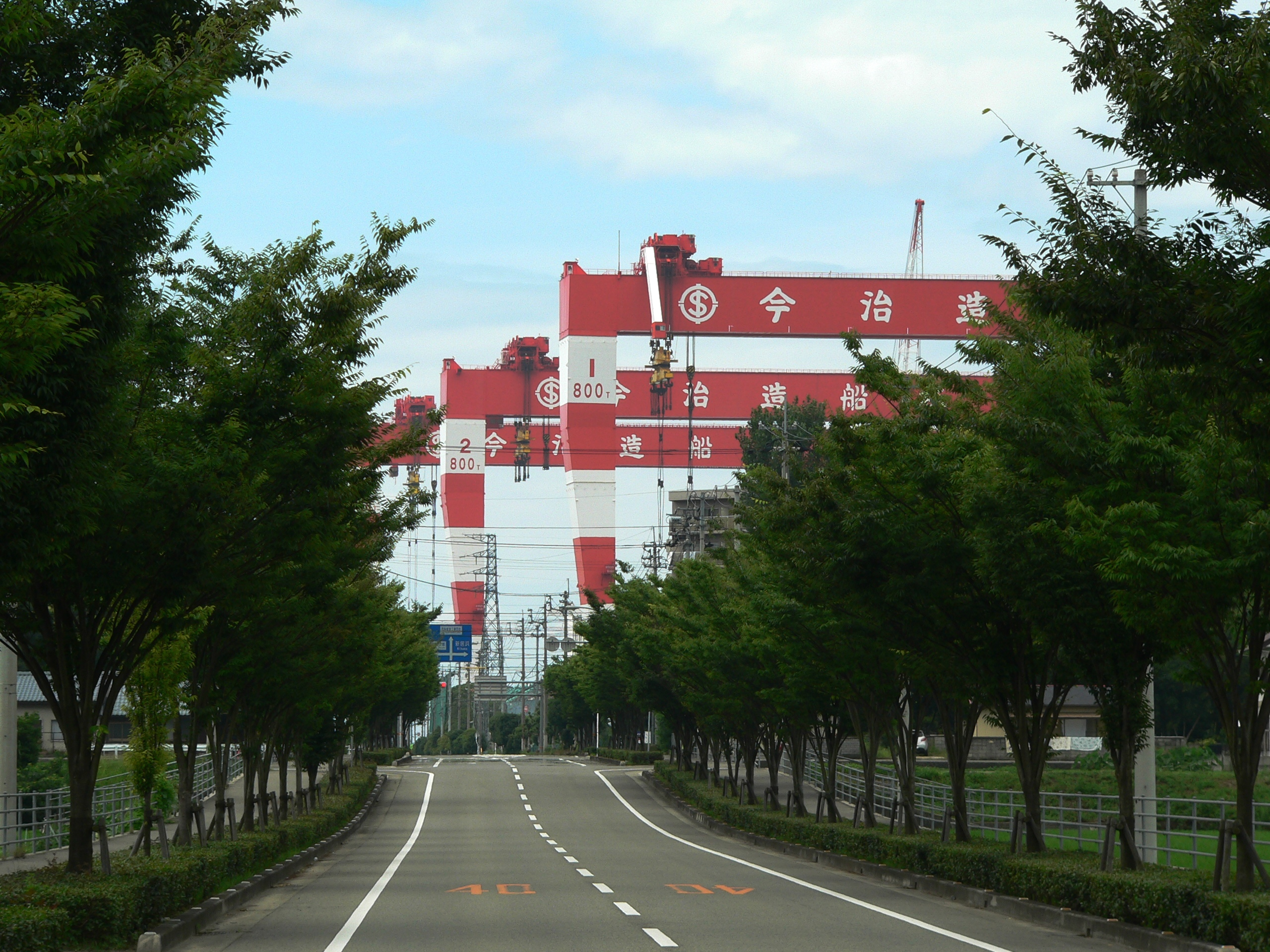
西条工場

1901年に檜垣為治が檜垣造船所を創業したのが始まりである。1933年には為治の息子である檜垣正一らが「檜垣造船有限会社」を設立。1940年暮れには、檜垣造船、村上（実）造船、渡辺造船、村上造船、吉岡造船、黒川造船の6社が合併して「今治造船有限会社」が誕生した。当時は木造船であっても厳しい資材統制があったため、業界での生き残りを賭けての会社併合であった。その後、1943年に今治造船有限会社は今治船渠株式会社と合併し「今治造船株式会社」が誕生した。今治船渠は1940年、「国策に沿って今治にも設備の充実した造船所を作ろう」というねらいで、今治市内の無尽会社、鉄工会社、建築、電業会社、呉服屋など、今治でも上位にランクされる商工業者の出資によって生まれた造船所であった。
戦後、今治造船は仕事が無く、従業員の多くが離散。1943年8月には檜垣一族も退社し、今治造船で現場総監督を務めていた檜垣正一は檜垣造船所を設立した。時代が木船から鋼船へ移行する中、今治造船は技術者の離散で鋼船建造の見通しが立たなくなり、1954年9月には休業に追いこまれた。檜垣正一は檜垣造船所を吸収合併し、今治造船の再建を図った。愛媛汽船社長の赤尾柳吉を社長に迎え、今治造船は1955年4月に再出発することとなった。1959年には檜垣正一が社長に就任した。
船舶が大型化する中で、波止浜地区では湾の大きさや深さなどから大型船建造が困難であるため、1970年には香川県丸亀市に進出。1971年には三菱重工業と業務提携を締結。この提携は三菱重工業から設計技術供与を受ける見返りに、丸亀事業本部の売上の一部を「指導料」として支払う片務的な業務提携であった。
1970年代後半と1980年代後半の2度の「造船不況」で造船業が不況に陥る中、幸陽船渠や岩城造船、西造船など経営不振に陥った中小の造船所を買収して傘下に収めて規模を拡大。2000年3月には約140億円を投じて愛媛県西条市に国内最大級の新造船用ドックを完成させた。国内では日立造船有明工場以来、25年ぶりとなるドックの新設であった。
2000年には三菱重工業との提携を解消。同社が保有していた今治造船の株式を買い戻した。2012年には三菱重工業とコンテナ船で技術提携協定を締結するなど再び提携関係となり、2013年にはLNG船の設計・販売を行う合弁会社MI LNGカンパニーを設立した。
2015年には国内では今治造船西条工場以来、17年ぶりとなる新ドックを香川県丸亀市に建設することを発表した。約400億円を投じ、国内最大級の1330トンつりの門型クレーン3基を据え付けた。新ドックは長さ600m、幅80mで、超大型コンテナ船を同時に1.5隻建造できる規模を持ち、2017年9月に完成した。
2019年11月29日、国内2位のジャパンマリンユナイテッドと資本業務提携することで合意したと発表した。
2025年6月26日、ジャパンマリンユナイテッドへの出資比率を60%に上げ子会社化することを発表した。

### 年表
- 1901年（明治34年） - 創業。
- 1933年（昭和8年）4月 - 檜垣正一が兄弟と「檜垣造船有限会社」設立。
- 1940年（昭和15年）12月 - 今治市・越智郡周辺の造船所と合併し、「今治造船有限会社」となる。
- 1943年（昭和18年）9月 - 今治船渠株式会社と合併し、「今治造船株式会社」となる。
- 1954年（昭和29年）9月 - 技術者の離散などで休業に追い込まれる。
- 1955年（昭和30年）
  - 3月 - 檜垣俊幸、赤尾柳吉、岡田恭介が今治造船の全株式を取得し、再スタート。
  - 10月 - 鋼船第一船「勇正丸」竣工。
- 1956年（昭和31年）6月 - 本格的な鋼船の第一船「冨士丸」竣工。
- 1958年（昭和33年） - 今治本社工場設備完成。
- 1959年（昭和34年）
  - 2月 - 檜垣俊幸が今治造船の全株式を取得。
  - 3月 - F型標準船第一船「第十五長久丸」竣工。
  - 4月 - 檜垣正一が代表取締役社長に就任。
- 1962年（昭和37年）2月 - 正栄汽船株式会社設立。
- 1964年（昭和39年）6月 - 今治造船初の2千総トン型貨物船「長久丸」竣工。
- 1966年（昭和41年）1月 - 檜垣産業株式会社設立。IS-6型近海船シリーズ第一船「第一山久丸」竣工。
- 1967年（昭和42年）3月 - 東京事務所開設。
- 1970年（昭和45年）3月 - 本社ビル（鉄筋7階建て）落成。
- 1971年（昭和46年）
  - 4月 - 三菱重工業と業務提携調印。
  - 6月 - 丸亀第一期工事の工場落成、第一船「丸亀丸」進水。
- 1974年（昭和49年）
  - 3月 - 丸亀第二工場完成。
  - 6月 - 丸亀工場を丸亀事業本部に改組。
- 1975年（昭和50年）4月 - 丸亀第三工場（艤装）完成。
- 1976年（昭和51年）3月 - 香港代表事務所開設。
- 1979年（昭和54年）
  - 6月 - 渡辺造船株式会社と友好造船所関係を結ぶ。合資会社大浦船渠を系列化。
  - 7月 - 株式会社新山本造船所と友好造船所関係を結ぶ。今井造船株式会社を系列化。
  - 8月 - 西造船株式会社を系列化。
- 1982年（昭和57年）
  - 2月 - 神戸事務所開設。
  - 8月 - 丸亀NC工場完成。
  - 12月 - 東京事務所を東京支社に改組。岩城造船株式会社がグループ企業となる。鋼船建造500隻達成。
- 1983年（昭和60年）3月 - 国内初のメタノール船「甲山丸」竣工。
- 1986年（昭和61年）
  - 4月 - 最大級チップ船「大昭和丸」進水。
  - 9月 - 幸陽船渠株式会社がグループ企業となる。
- 1992年（平成4年）6月 - 東京都虎ノ門にオフィスビル（現・虎ノ門マリンビル）取得。
- 1993年（平成5年）2月 - 株式会社新山本造船所を系列化。
- 1995年（平成7年）3月 - 神戸事務所を大阪に移転し、阪神事務所開設。西条大型ブロック工場完成、操業開始。
- 1996年（平成8年）11月 - 新今治国際ホテルがオープン。
- 1997年（平成9年）3月 - 鋼船建造1000隻を達成。
- 1998年（平成10年）12月 - 今治造船グループ全体の新造船竣工量が日本一となる。
- 2000年（平成12年）3月 - 国内では25年ぶりとなる西条工場大型船渠完成。
- 2001年（平成13年）
  - 9月 - 株式会社ハシゾウをグループ会社化。
  - 11月 - 今治造船初のVLCC第一船「最上川」竣工。
  - 12月 - 幸陽船渠・寺岡と3社出資で大連今岡船務工程を設立。
- 2003年（平成15年）6月 - 大連今岡船務工程が操業開始、日本へのブロック供給を開始。
- 2004年（平成16年） - 東京都日比谷の朝日生命日比谷ビル（現・日比谷マリンビル）を取得。
- 2005年（平成17年）4月 - 新笠戸ドックを系列化。
- 2006年（平成18年） - 西条工場の東の工場用地を取得。1500隻の建造を達成。
- 2007年（平成19年）10月 - アムステルダム事務所開設。
- 2008年（平成20年）
  - 3月 - グループ初のLNG運搬船「TRINITY ARROW」竣工。
  - 4月 - 西造船株式会社と株式会社ハシゾウを統合、あいえす造船株式会社を設立。
- 2012年（平成24年）5月 - 三菱重工業と低燃費コンテナ船で技術提携。[21]
- 2013年（平成25年）4月 - 三菱重工業と共同出資でLNG運搬船の設計・販売を行う「MI LNGカンパニー」を設立[22]。
- 2014年（平成26年）2月 - 幸陽船渠株式会社を吸収合併し、今治造船広島工場とする。
- 2015年（平成27年）
  - 1月 - 多度津造船をグループ会社化。
  - 3月 - 国内建造最大14,000個積コンテナ船「MILLAU BRIDGE」竣工。
- 2016年（平成28年）9月 - りんかい日産建設を子会社化[23]。
- 2017年（平成29年）
  - 9月 - 丸亀事業本部新ドックが完成。
  - 11月 - 世界最大級の20,000個積コンテナ船「MOL TRUTH」竣工。
- 2018年（平成29年）
  - 3月 - 南日本造船株式会社を系列化（新笠戸ドック100%子会社）。
  - 10月 - 今井造船株式会社が操業停止[24]。
  - 12月 - 子会社の檜垣産業が横河電子機器を子会社化[25]。
- 2020年（令和2年）3月 - ジャパンマリンユナイテッドと資本業務提携。
- 2021年（令和3年）
  - 1月 - ジャパンマリンユナイテッドとの共同出資で日本シップヤード株式会社を設立。
  - 12月 - パワーエックスと資本業務提携[26]。
- 2022年（令和4年）10月 - 日立造船が保有する日本プスネスの全株式を取得し、子会社化。
- 2023年（令和5年）4月 - 日立造船の舶用原動機事業を分社化して設立した日立造船マリンエンジンの株式の35％を取得し、資本参加。
- 2025年（令和7年）3月 - 技能実習生などの現場作業員の安全管理を怠ったなどとして、認定していた実習計画が出入国在留管理庁より全て取り消され、今後5年間技能実習生の受け入れの停止の処分を受ける[27]。

## グループ会社

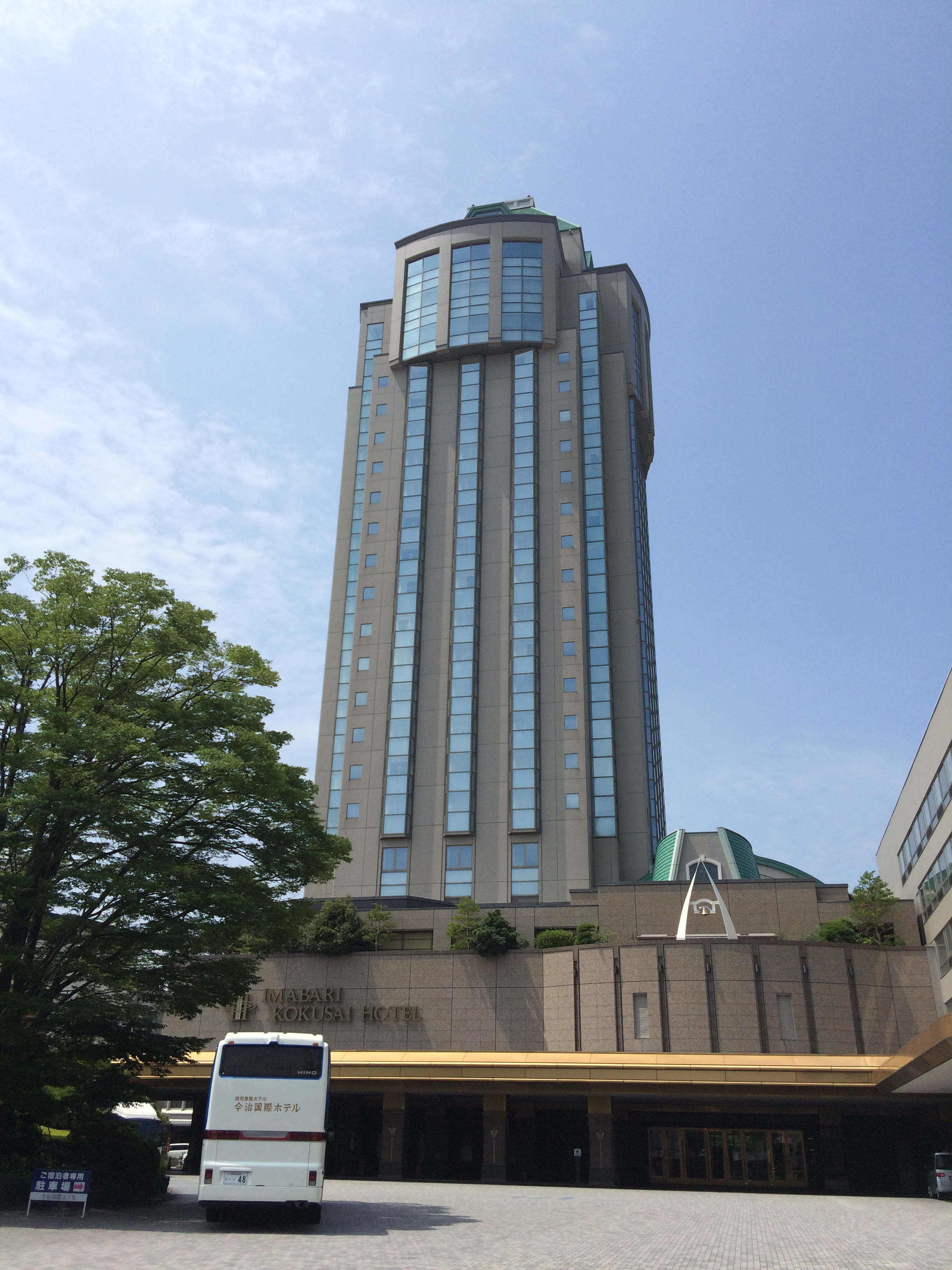
今治国際ホテル

- 株式会社アイエス産業（食器・インテリア用品等販売業）
- あいえす造船株式会社（各種船舶建造）
- 株式会社今治国際ホテル（ホテル、飲食業）
- 岩城造船株式会社（各種船舶建造）
- 株式会社MI LNGカンパニー（LNG運搬船の設計･販売。三菱重工業との共同出資会社）
- 株式会社オーシャンヨット（各種船舶建造）
- しまなみ造船株式会社（各種船舶建造）
- 正栄汽船株式会社（船舶貸渡業）
- 株式会社新笠戸ドック（各種船舶建造）
  - 株式会社南日本造船（各種船舶建造）
- 株式会社スチールハブ（鋼材の加工･販売、輸送）
- 多度津造船株式会社（各種船舶建造）
- 日本シップヤード株式会社（LNG運搬船を除く商船の設計･販売。ジャパン マリンユナイテッドとの共同出資会社）
- 日本プスネス株式会社（甲板機械製造販売 甲板機械部品供給）
- 檜垣産業株式会社（造船資材販売、石油類販売）
  - 藤川山林株式会社（山林管理、J-VER・J-クレジットの販売等）
  - YDKテクノロジーズ（航海機器･航空燃料機器等の製造･販売）
- りんかい日産建設株式会社（総合建設業）
- サンセットヒルズC.C
- サンライズヒルズC.C
- 満濃ヒルズC.C
- フォレストヒルズ ゴルフ&リゾート

### 出資する主要企業
- ジャパンマリンユナイテッド株式会社 - 資本業務提携により2020年10月1日付で株式の30％を取得[28]。
- ダイハツインフィニアース株式会社 - 2025年4月1日付でダイハツ工業が所有する株式を取得し筆頭株主となった[29]。
- 日立造船マリンエンジン株式会社 - 2023年に日立造船（現・カナデビア）の船舶原動機事業を継承し、資本参加。株式の35％を所有[30]。

## 主要建造船

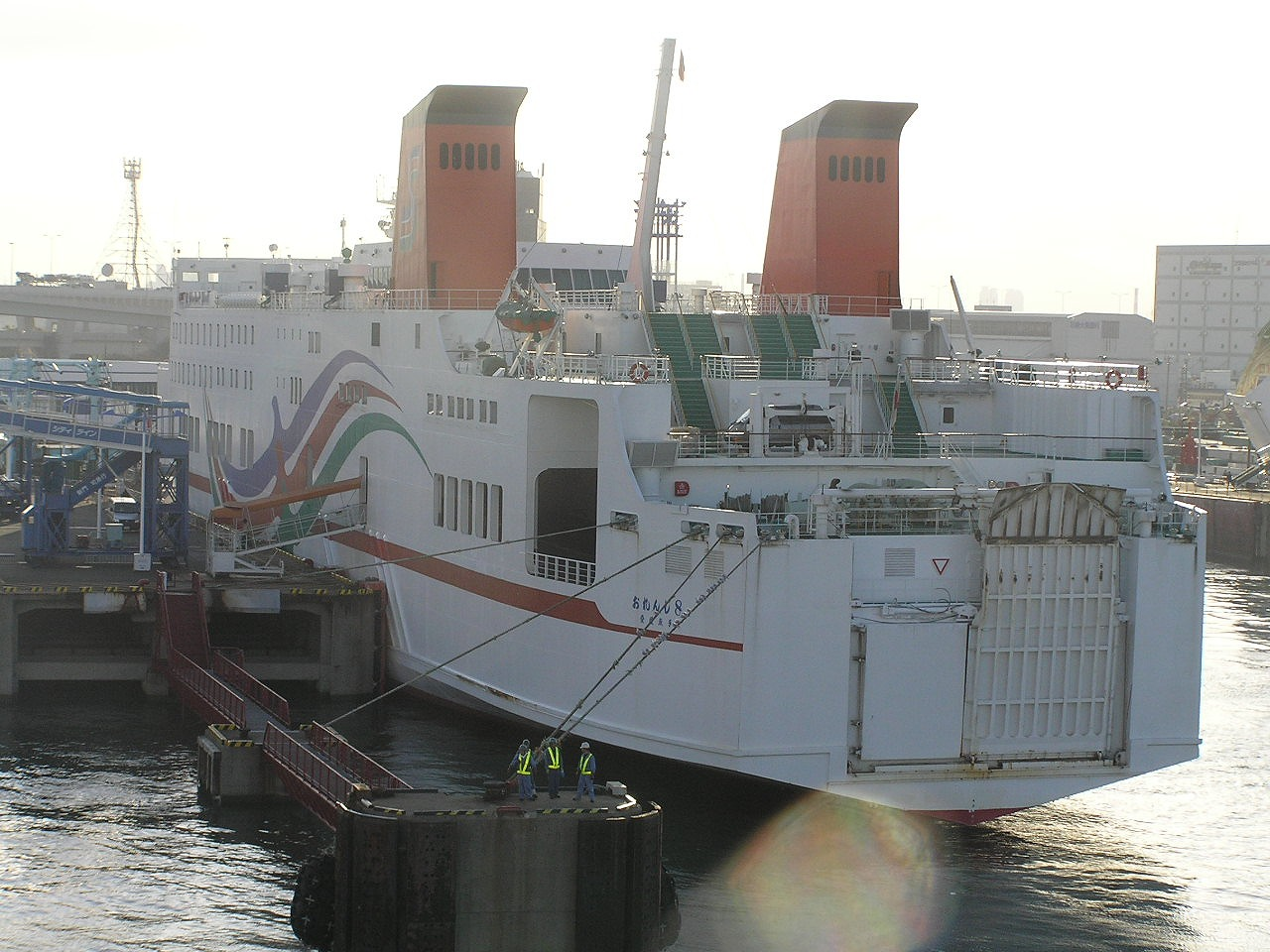
四国開発フェリー｢おれんじ8｣

### 種類別建造船

#### ばら積み船
- 241,000M.T. D/W TYPE ORE CARRIER - L 319.9m X B 55.0m X D 24.3m
- 207,000M.T. D/W TYPE BULK CARRIER - L 299.9m X B 50.0m X D 24.7mm
- 182,200M.T. D/W TYPE BULK CARRIER - L 291.98m X B 45.0m X D 24.7m
- 100,200M.T. D/W TYPE BULK CARRIER - L 249.9m × B 43.0m × D18.7m
- 95,200M.T. D/W TYPE BULK CARRIER - L 234.98m X B 38.0m X D 19.9m
- 88,000M.T. D/W TYPE BULK CARRIER - L 229.93m X B 38.0m X D19.9m
- 84,000M.T. D/W TYPE BULK CARRIER - L 228.9m X B 35.0m X D19.9m
- 81,000M.T. D/W TYPE BULK CARRIER - L 228.94m X B 32.24m X D20.0m
- 76,000M.T. D/W TYPE BULK CARRIER - L 224.94m X B 32.26m X D 19.5m
- 63,000M.T. D/W TYPE BULK CARRIER - L 199.9m X B 32.24m X D 19.15m
- 51,000M.T. D/W TYPE BULK CARRIER - L 182.9m X B 32.26m X D 17.45m
- 38,000M.T. D/W TYPE DOUBLE HULL BULK CARRIER - L 179.97m X B 29.80m X D 15.0m
- 28,000M.T. D/W TYPE BULK CARRIER - L 169.50m X B 27.2m X D 13.6m
- 27,000M.T. D/W TYPE OPEN HATCH BULK CARRIER - L 169.50m X B 27.2m X D 13.6m

#### コンテナ船
- 24,000TEU TYPE CONTAINER CARRIER - L399.95m × B61.4m × 33.2m
- 20,000TEU TYPE CONTAINER CARRIER - L 400.0m × B 58.8m × D 32.9m
- 14,000TEU TYPE CONTAINER CARRIER - L 365.9m × B 51.2m × D 29.9m
- 8,100TEU TYPE CONTAINER CARRIER - L 320.4m X B 46.0m X D 24.9m
- 6,580TEU TYPE CONTAINER CARRIER - L 299.95m X B 40.0m X D 24.0m
- 6,250TEU TYPE CONTAINER CARRIER - L 293.18m X B 40.0m X D 24.3m
- 5,570TEU TYPE CONTAINER CARRIER - L 278.94m X B 40.0m X D 24.0m
- 2,880TEU TYPE CONTAINER CARRIER - L 211.0m × B 32.8m × D 16.8m
- 1,900TEU TYPE CONTAINER CARRIER - L171.9m × B 28.4m × D 14.5m

#### タンカー
- 309,200M.T. D/W TYPE CRUDE OIL CARRIER - L 332.99m X B 60.0m X D 29.0m
- 107,000M.T. D/W TYPE CRUDE OIL CARRIER - L 246.8m X B 42.0m X D 21.3m
- 47,350M.T. D/W TYPE PRODUCT OIL CARRIER - L 179.99m X B 32.2m X D 19.05m

#### チップ運搬船
- 4,300,000 C.F. TYPE CHIP CARRIER - L 209.94m X B 36.0m X D 23.5m
- 3,600,000 C.F. TYPE CHIP CARRIER - L 199.91m X B 32.2m X D 22.65m

#### 特殊貨物船
- 178,000m3 TYPE LIQUEFIED NATURAL GAS CARRIER - L 296.98m × B48.7m × D 27.0m
- 12,400GT ROLL ON/ROLL OFF CARGO SHIP - L 179.9m X B 27.6m X D 22.4m
- 11,700GT ROLL ON/ROLL OFF CARGO SHIP - L 179.9m X B 27.0m X D 23.27m
- 105,500M.T. D/W TYPE SUL COAL CARRIER - L 234.93 X B 43.0m X D 25.4m
- 51,500M.T. D/W TYPE ORE & SULPHURIC ACID CARRIER - L 189.95m X B 32.26m X D 17.9m
- 540,000C.F. REFRIGERATED CARGO SHIP - L 151.99m X B 23.0m X D 13.0m
- 22,800M.T. D/W LIMESTONE CARRIER - L 160.4m X B 23.4m X D 13.1m
- 12,600M.T. D/W TYPE SUL COAL CARRIER - L 139.92m X B 26.0m X D 13.6m

#### カーフェリー
- 15,000GT CAR FERRY - L 199.9m X B 27.5m X D 10.2m

#### 自動車運搬船
- 7,500CARS TYPE VEHICLES CARRIER - L 199.9m X B 37.2m X D 38.79m
- 7,000CARS TYPE VEHICLES CARRIER - L 199.9m X B 34.8m X D 38.07m
- 6,800CARS TYPE VEHICLES CARRIER - L 199.95m X B 32.2m X D 37.4m
- 6,200CARS TYPE VEHICLES CARRIER - L 199.97m × B 32.26m × D 34.48m

### 船名
- フェリー 「フェリーはちのへ (初代)」 - 1979年竣工、東日本フェリー･シルバーフェリー
- メタノール運搬船 「甲山丸」　- 1983年竣工、商船三井
- RO-RO船「ほくれん丸（初代）」 - 川崎近海汽船
- フェリー 「おれんじ7」 - 1994年竣工、四国開発フェリー
- フェリー 「おれんじ8」 - 1999年竣工、四国開発フェリー
- タンカー　「最上川」 - 2001年竣工、川崎汽船
- フェリー 「おれんじホープ」 - 2005年竣工、四国開発フェリー
- LNGタンカー　「TRINITY ARROW」　- 2008年竣工、川崎汽船
- コンテナ船　「MOL Truth」　- 2017年竣工、商船三井
- LNGタンカー　「CASTILLO DE MERIDA」 - 2018年竣工、Elcano